# Гришко, Михаил Васильевич
Михаил Васильевич Гришко (укр. Михайло Васильович Гришко; 23 марта 1936 года, Ромны — 24 марта 2005 года, Киев) — советский и украинский политический и общественный деятель, председатель Черниговского облисполкома (1984—1990), депутат Верховного Совета Украинской ССР XI созыва, народный депутат Украины I созыва.

## Биография
Родился 23 марта 1936 года в г. Ромны на Сумщине. Окончил Днепропетровский сельскохозяйственный институт, инженер-механик. Кандидат сельскохозяйственных наук.
В 1955 г. — Механизатор зерносовхоза «Донской», Целиноградской области, Казахской ССР.
С 1955 г. — Студент, инструктор Роменского сельскохозяйственного техникума.
В 1958 г. — Механик колхоза «Коминтерн» с. Коровинцы Недригайловского района Сумской области.
С 1958 г. — Механик отделения, зав. автогаражем совхоза им. Калинина, Липово-Долинский район Сумской области.
С 1963 г. — Главный инженер совхоза им 50-летия Октября, Талалаевского района, Черниговской области.
С 1967 г. — Директор совхоза им. Шевченко, Менский район Черниговской области.
С 1975 г. — Второй секретарь Менского РК КПУ.
С 1978 г. — Первый секретарь Семеновского РК КПУ.
С 1984 г. — Председатель исполкома Черниговского областного Совета.
С 1990 г. — Начальник главного управления контрольно-инспекционных служб Госагропрома Украины.

## Парламентская деятельность
Депутат поселкового, районного, областного и Верховного Совета Украинской ССР XI созыва; член СелПУ.
С 04.03.1990 Народный депутат Украины, 1-й тур 69,24 % голосов, 2 претендента. Входил в группы «Аграрии».
Председатель Комиссии ВР Украины по вопросам деятельности Советов народных депутатов, развития местного самоуправления.

## Награды
- Три Ордена Трудового Красного Знамени
- Две медали.

## Ссылка
- Верховная Рада Украины